# Shaanxi SX250
Der Shaanxi SX250 (延安 SX250, vom Hersteller auch als Yanan SX250 bezeichnet) ist ein schwerer Lastwagen mit drei Achsen und Allradantrieb, der vorwiegend militärisch genutzt wird. Produziert wurde das Fahrzeug vom chinesischen Shaanxi Heavy-duty Automobile Group, kurz Shaanxi, in Yan’an.

## Entstehungsgeschichte
Die Lastkraftwagen, die in den 1950er-Jahren von der Volksbefreiungsarmee eingesetzt wurden, entstammten größtenteils aus sowjetischer oder französischer Produktion. Vor dem Hintergrund des chinesisch-sowjetischen Zerwürfnisses in den 1960er-Jahren stellte die UdSSR die militärische Kooperation mit der VR China ein. Fortan wurden in der Volksrepublik diverse Fabriken – zum Teil mit französischer Hilfe – errichtet, die den Bedarf an Militärlastern der Streitkräfte decken sollten. Das erste chinesische Modell war der Hanyang CQ260, der die Basis des im Jahr 1969 vorgestellten Shaanxi SX250 darstellte. Die Serienproduktion wurde erst im Jahr 1974 begonnen, nachdem sämtliche Konstruktionsprobleme behoben waren. Insgesamt wurden 13.000 Fahrzeuge in unterschiedlichen Versionen für die Volksbefreiungsarmee hergestellt. Der modifizierte Yanan SX250K befindet sich noch im Einsatz bei der Armee. Exporte des SX250 gingen nach Bangladesch.

## Technik

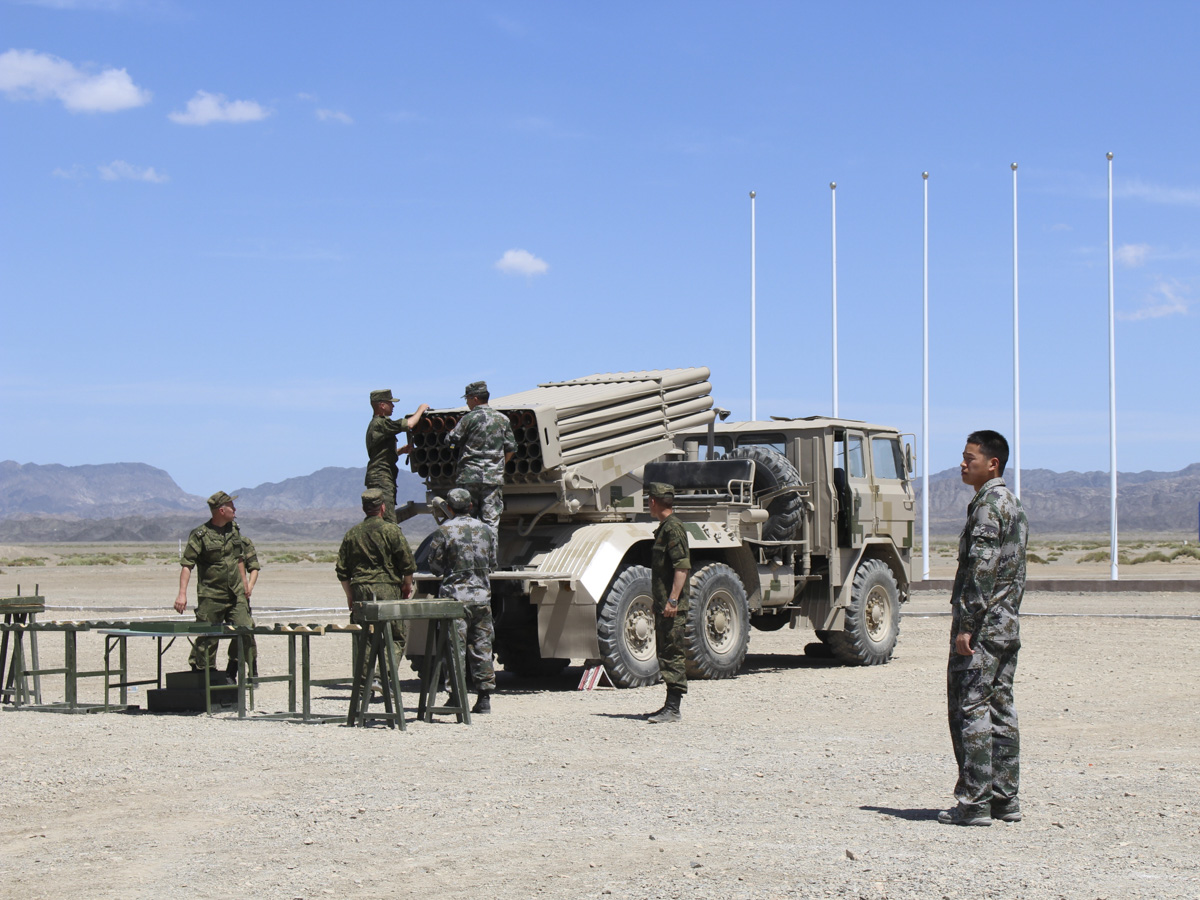
Mehrfachraketenwerfer Type 81

Das 6×6-Fahrgestell des Shaanxi SX250 basiert auf dem des sowjetischen Ural-375, der einer der am weitesten verbreiteten Militärlaster in der Sowjetarmee war. Das Fahrerhaus basiert jedoch auf dem des Hanyang CQ260, das schließlich auf das französische LKW-Modell Berliet GBU-15 zurückgeht. Das viertürige Fahrerhaus bietet vier Personen Platz.
Das Basismodell mit Pritschenaufbau und Plane hat eine Nutzlast von 5000 kg im Gelände, auf befestigten Straßen können 10.000 kg transportiert werden. Der Laderaum kann mit Plane und Spriegel abgedeckt werden. Der Shaanxi SX250 wurde hauptsächlich als Zugmaschine für Artilleriegeschütze eingesetzt. Die maximale Anhängelast beträgt dabei 6500 kg und ist für mittlere Geschütze ausreichend. Andere Fahrzeugversionen des SX250 dienten beispielsweise als Basisfahrzeuge für den Typ-81-Mehrfachraketenwerfer. Frühe Versionen wurden von einem chinesischen flüssigkeitsgekühlten Dieselmotor mit Fünfganggetriebe angetrieben, während in späteren Varianten wie dem SX2150K der österreichischen turboaufgeladenen Dieselmotor WD615.71 von Steyr mit einer Leistung von 191 kW bei 2600/min und ein Fuller RT11509C-Getriebe eingebaut waren. Der SX2150K ist eine Weiterentwicklung und Modernisierung des SX2150. Dabei wurde sehr viel Technik von Steyr übernommen, was sich äußerlich augenscheinlich im geänderten und Steyrähnlichen Fahrerhaus widerspiegelt. Zudem wurden eine Fahrzeugfamilie aus Ableitungen und Neukonstruktionen unter Nutzung gleicher Techniken wie beim SX2150K aufgebaut. Abgesehen vom SX2150K umfasst die Fahrzeugfamilie noch die Modelle:
- SX2110, Antriebsformel 4×4, 3500 kg Nutzlast
- SX2151, Antriebsformel 4×4, 5000 kg Nutzlast
- SX2190, Antriebsformel 6×6, 7000 kg Nutzlast
- SX2300, Antriebsformel 8×8, 9700 kg Nutzlast
- SX4240ES, Schwerlastzugmaschine

## Technische Daten
Modell SX2150K
- Motor: Reihen-Sechszylinder-Viertakt-Dieselmotor mit Turboaufladung, flüssigkeitsgekühlt
- Motortyp: Steyr WD615.71
- Leistung: 191 kW (260 PS) bei 2600 min−1
- Getriebe: Fuller RT11509C mit neun Vorwärtsgänge und ein Rückwärtsgang
- Tankinhalt: 280 l
- Höchstgeschwindigkeit: 70 km/h
- Sitzplätze: 4 im Fahrerhaus
- Antriebsformel: 6×6

Abmessungen und Gewichte
- Länge: 7120 mm
- Breite: 2520 mm
- Höhe: 3050 mm
- Radstand: 3125 mm + 1350 mm
- Spur: 2080 mm
- Bodenfreiheit: 385 mm
- Wattiefe: 1200 mm
- Wendekreis: 18 m
- Steigfähigkeit: 58 %
- Reifendimension: 13.00X20
- Nutzlast: 5000 kg (im Gelände), 10000 kg (Straße)
- Gesamtmasse: 14490 kg (im Gelände), 19490 kg (Straße)
- zulässige Anhängelast: 6500 kg